# Halo (série de jeux vidéo)
Vous lisez un « bon article » labellisé en 2012.
Pour les articles homonymes, voir Halo.
Halo est une série de jeux vidéo de science-fiction militaire créée par Bungie, reprise par 343 Industries et détenue par Microsoft Studios. La série se concentre sur une guerre interstellaire entre l'humanité et une alliance théocratique d'aliens, les Covenants. Les Covenants vénèrent une ancienne civilisation connue sous le nom de Forerunners, qui a péri durant son combat contre les Floods. La majeure partie des jeux de la série se focalise sur les aventures du Spartan John-117 un humain génétiquement modifié faisant partie du programme Spartan, ainsi que sur l'intelligence artificielle qui l'accompagne, Cortana. Le nom du jeu se réfère à la structure Halo, gigantesque anneau-monde créé par les Forerunners.
La série est souvent présentée comme l'un des meilleurs jeux de tir à la première personne sur console et c'est un des produits phares de la console Microsoft Xbox. Le premier jeu, Halo: Combat Evolved a connu un immense succès, et, appuyé par une campagne marketing intense de Microsoft, a battu de nombreux records de ventes. Halo 3 a rapporté plus de 170 millions de dollars dès son premier jour de sortie, soit plus que le record établi par Halo 2 trois ans plus tôt. Halo: Reach dépasse ce record avec 200 millions de dollars à sa sortie. Plus de 81 millions d'exemplaires ont été vendus dans le monde et les produits dérivés ont dépassé les quatre milliards de dollars de ventes.
Outre la série de jeux vidéo Halo, la franchise est cross-média depuis ses débuts. Ainsi, il existe plusieurs romans, bandes dessinées et comics. Deux films ont même été produits dans un format de websérie. Au delà de la trilogie originelle, d'autres jeux Halo ont vu le jour dans des genres différents, tels que Halo Wars, un jeu de stratégie produit et développé par Ensemble Studios. Bungie a aussi contribué par le biais de Halo 3: ODST et Halo: Reach, une préquelle du premier jeu. La licence est entièrement reprise par 343 Industries en 2011, qui développe les éditions anniversaires des deux premiers jeux, ainsi que Halo 4 et Halo 5: Guardians, et délègue le développement de deux jeux à la troisième personne, Halo: Spartan Assault et Halo: Spartan Strike à Vanguard Games.
Le dernier opus en date de la série, Halo Infinite,, développé par 343 Industries, est annoncé pendant l'E3 2018, et sort en décembre 2021.

## Univers de Halo

### Histoire
L’histoire de l’univers Halo tourne autour du conflit entre quatre factions : l'UNSC, l'Alliance Covenante, le Parasite ainsi que la civilisation Forerunner.
La majeure partie des faits rapportés se situe, selon le calendrier utilisé par l’UNSC en 2552. À cette époque, l'humanité maitrise correctement les voyages spatiaux, ce qui permet aux humains de coloniser des planètes extrasolaires depuis plusieurs dizaines d'années. Cependant, en 2525, l’humanité entre en contact avec une force extraterrestre, l’Alliance Covenante, une coalition théocratique de diverses espèces extraterrestres. Considérant les humains comme une race inférieure et indigne de leur religion, les Covenants ravagent une à une les colonies terriennes, progressant inexorablement vers la Terre.
Autrefois, la civilisation Forerunner contrôlait la quasi-totalité de la galaxie grâce à son avancée technologique. Mais elle fut confrontée à une race d'extraterrestres parasites : les Floods. Ces derniers se développent en infestant des vivants grâce au Parasite. Les Forerunners ont alors créé une structure appelée l'Arche, permettant de créer sept gigantesques structures circulaires : les Halos. L'activation de ces Halos provoquerait ainsi la destruction de toute forme de vie et priverait donc les Floods de leurs proies, entraînant leur disparition. Cette solution ne devait être utilisée qu'en dernier recours, entraînant également l'anéantissement de la civilisation Forerunner. Pris au dépourvu, acculés à la dernière extrémité, les Forerunners activèrent l'Arche et disparurent.
Des milliers d'années plus tard, au cours du 26e siècle, l'humanité a colonisé beaucoup de mondes grâce au développement du voyage interstellaire. L'escalade des tensions entre les colonies intérieures, plus anciennes et plus stables, et les colonies extérieures jeunes et isolées, conduit à la guerre civile. En réponse, l'UNSC développe un groupe de super-soldats génétiquement modifiés dans le but de mettre fin au conflit : les Spartans.
En 2525, la lointaine colonie humaine Harvest fut attaquée par une alliance extra-terrestre connue sous le nom de Covenant. Cette dernière a jugé les humains indignes de leurs dieux, les Forerunners, et veut donc les éliminer. Les Spartans sont reconvertis dans l'affrontement opposant l'Humanité à l'Alliance Covenante, entraînant le développement d'une nouvelle génération de super-soldats, les Spartan III.
En 2552, la colonie Reach hébergeant certaines des principales installation de l'UNSC (QG militaire, chantiers navals et centres de recherches expérimentales) est attaquée. Les Spartans II sont en grande partie tués. Le vaisseau humain Pillar of Autumn arrive toutefois à s'échapper avec un Spartan II à son bord, le Major John-117. Afin de respecter le Protocole Cole (interdisant aux vaisseaux poursuivis par des Covenants de se diriger vers la Terre), le Pillar of Autumn attire les Covenants le plus loin possible de la Terre. Le vaisseau finit par arriver devant l'un des sept anneaux construit par les Forerunners, l'Installation 04. Le Spartan John-117 et l'intelligence artificielle Cortana combattent les Covenants sur ce Halo. Les extraterrestres libéreront par accident le Parasite. Afin d'empêcher l'intelligence artificielle Forerunner 343 Guilty Spark et les Covenants d'activer l'anneau et d'anéantir l'Humanité, Cortana et le Spartan détruisent l'anneau et parviennent à rejoindre la Terre.
Malgré tout, une flotte Covenante parvient à atteindre la Terre. Toutefois, un seul vaisseau parvient à percer les défenses terriennes et finit par s'échapper. Il est pris en chasse par le Major à bord du vaisseau humain In Amber Clad. Ils atteignent un autre Halo, et un combat acharné entre humains et Covenants s'engage sur celui-ci. Le Major réussit à tuer l'un des principaux dirigeants, le Haut Prophète du Regret, et les tensions qui existaient alors entre les différentes races de l'Alliance Covenante explosent, ce qui provoque une guerre civile dans laquelle le Haut Prophète de la Pitié est tué et certaines races se joignent aux humains pour empêcher l'activation des Halos. Le Major apprend que le Haut Prophète de la Vérité, dernier chef de l'Alliance Covenante, veut atteindre l'Arche, un poste de contrôle qui permettra l'activation simultanée de tous les Halos. En suivant les Covenant sur cette installation, le Spartan découvre alors qu'une structure de remplacement au Halo détruit est en cours de construction. Bien qu'elle soit inachevée, lui et son récent compagnon l'Arbiter parviennent à l'activer pour détruire l'Arche et éradiquer les Floods qui avaient survécu à la destruction du précédent Halo. Ils survivent à l'explosion mais le vaisseau, utilisé dans leur fuite, est coupé en deux: l'Arbiter réussit à atteindre la Terre dans la proue du vaisseau, contrairement au Major John-117 qui dérive dans la poupe du vaisseau au fin fond de l'espace aux côtés de Cortana.
Quatre ans après la bataille de l'Arche et l'effondrement de l'Alliance Covenante, l'épave à la dérive abritant le Major et Cortana arrive devant un monde forerunner, Requiem. Sorti de cryogénie, les deux survivants découvrent qu'ils ont atterri au beau milieu d'une flotte appartenant à une secte covenante appelée Seconde Alliance Covenante qui tente d'accéder à la planète. La présence du Major provoque l'ouverture du monde, et le Major commence alors une guérilla contre les Covenants, apprenant entretemps que Cortana à amorcé sa Frénésie, phase de déclin irréversible des IA de l'UNSC. Il intercepte cependant des transmission d'un autre vaisseau de l'UNSC: l'Infinity, prototype et plus grand vaisseau jamais construit par l'humanité, venu à leur recherche après avoir finalement capté leur signal de détresse. En tentant de contacter le vaisseau, le Major et Cortana découvrent trop tard qu'ils ont été manipulé pour libérer le chef militaire des Forerunner: le Didacte. Ce dernier cherche à mettre un terme à l'ascension de l'Humanité, qu'il perçoit comme une menace, et prend rapidement le contrôle des Covenants, libérant également ses propres troupes, les Prométhéens. Il a également attiré l'Infinity sur Requiem afin de récupérer les coordonnées de l'arme qui lui permettra d'en finir avec les humains, ces derniers l'ayant trouvé et mis au secret au cours de leur recherches des Halos. En cherchant un moyen de le stopper, ils tombent sur un message de la Bibliothécaire, épouse du Didacte et protectrice de l'Humanité, qui révèle un moyen de stopper le Didacte. Cependant le commandant de l'Infinity refuse de risquer son vaisseau endommagé et préfère rentrer, laissant à John et Cortana la responsabilité de stopper le Forerunner. Cependant Cortana, dont l'état se dégrade de plus en plus rapidement, ne parvient plus à le stopper. Le Didacte décolle avec son vaisseau pour l'installation de l'UNSC abritant l'arme, et John arrive trop tard pour l'empêcher de mettre la main dessus et attaquer la Terre. Embarquant avec un chasseur équipé d'une ogive nucléaire, John parvient jusqu'au Didacte et le vainc, avant d'atomiser le vaisseau forerunner. Cependant, Cortana s'est sacrifiée pour le protéger de l'explosion nucléaire, laissant le Major méditer sur ce qui fait un humain.
Six mois après l'attaque du Didacte, l'UNSC renvoie l'Infinity sur Requiem, ayant appris que les Covenants tentent de récupérer un artéfact Forerunner majeur. Mais après que le Dr Henry Glassman, chef scientifique du vaisseau ait été capturé, le commandant de l'Infinity Thomas Lasky fait appel au Dr Halsey, créatrice des Spartans et désormais criminelle de guerre pour les méthodes employé dans la création des supersoldats. Celle-ci est contactée en secret par Jul'Mdama chef de la Secte Covenante et des Prométhéens en tant qu'allié de feu le Didacte, qui lui promet un contact avec la Bibliothécaire pour l'appâter. Mais elle est découverte par l'équipage qui la met en état arrestation. Entretemps l'équipe spartane Majestic parvient à localiser et sauver le Dr Glassman, ainsi qu'à découvrir l'emplacement de l'artéfact. Mais l'Infinity est attaqué par les Covenants et des Prométhéens, et Halsey en profite pour fuir. Une fois auprès de Jul'Mdama, elle accède à l'artéfact Forerunner qui la met en contact avec la Bibliothécaire, laquelle lui remet les archives répertoriant l'ensemble des artéfact forerunner dans l'univers. Malheureusement, l'Amirale Osman, directrice du service de renseignement de la Navy, ordonne l'assassinat de Halsey pour trahison, mission menée par la responsable du détachement Spartan du vaisseau; cependant Lasky ordonne à l'équipe Majestic de sauver Halsey. Celle-ci ne parvient qu'a remettre une partie des archives, indéchiffrable sans l'autre moitié, ce qui contredit les accusations de trahison. Mais la tentative d'assassinat la convainc de se rallier aux Covenants pour se venger de l'UNSC et d'Osman.
Un an et demi après la seconde bataille de Requiem, des colonies de l'UNSC disparaissent mystérieusement. L'équipe spartane Osiris du spartan Jameson Locke reçoit une info d'un source inattendue: le Dr Halsey, toujours au mains des Covenants, affirme que Cortana est derrière ces attaques. Les Spartans de Locke partent la sauver, éliminant le chef des Covenant Jul'Mdama par la même occasion. Entretemps, la Blue Team du Major 117 est chargée de sécuriser une base du Service de Renseignement de la Navy; opération au cours de laquelle le Major est contacté par Cortana, censé être décédée, qui lui indique Meridian comme point de contact. Mais en informant l'UNSC, ils ont la surprise d'apprendre que non seulement l'UNSC est déjà au courant, mais qu'en plus l'équipe Osiris a déjà été déployée pour retrouver l'IA. Décidant que lui seul est en mesure d'atteindre Cortana, le Major décide d'abandonner sa mission pour partir à sa recherche, rejoint par le reste de la Blue Team. L'équipe Osiris est alors chargée de les suivre et de les arrêter. Ils se rendent sur Meridian, qui s'avère être une colonie frontalière hostile à l'UNSC. Après plusieurs escarmouches avec une IA forerunner du nom de Veilleur Éternel, allié de Cortana, ils y retrouvent la Blue Team, mais ne peuvent l'empêcher de monter à bord d'un énorme vaisseau forerunner appelé « Gardien », dont le décollage et le passage en sous-espace ravagent la colonie.
La seule façon de les retrouver est de monter à bord d'un des Gardiens encore inactifs. L'un d'entre eux se trouve justement sur Shangelios, la planète-mère des Shangeilis, qui est en pleine guerre civile entre d'une part, la Seconde Alliance Covenante et les Prométhéens forerunners, autrefois menée par feu Jul'Mdama; et d'autre part, les Lames de Shangelios, menée par Thel Vadam, mieux connus sous le nom d'Arbiter. Celui-ci révèle que le Gardien est enfuis sous la ville de Sunaion, principal bastion des Covenants. Pour activer le Gardien, il faut reprogrammer un constructeur forerunner inactif, dont un dépôt se trouve dans la province frontalière de Nuusra. La Secte Covenante ayant découvert leurs intentions, elle déploie des forces considérables pour arrêter les humains, dont un tour de siège mobile Kraken, mais cela s'avère insuffisant pour empêcher la récupération du Constructeur. L'élimination du Kraken affaiblit suffisamment les Covenants que pour lancer un assaut direct sur Sunaion. Au cours de l'offensive, l'équipe Osiris en profite pour affaiblir les défenses covenantes. Ayant atteint le poste d'activation du Gardien, ils sont une nouvelle fois confronté au Veilleur Éternel, mais parviennent à le vaincre et à monter a bord du Gardien, dont le départ dévaste les lignes covenantes et assure la victoire des Lames de Shangelios. Ils arrivent sur la planète forerunner Génésis, point de rassemblement des Gardiens, où la Blue Team tente de rejoindre Cortana. Mais il s'avère que cette dernière veut endosser le Manteau de Responsabilité des Forerunners, autrement dit utiliser les gardiens pour imposer un paix impériale dans la galaxie, ce qui passe obligatoirement par la conquête et la soumission de l'humanité. Cortana espérait avoir le Major a ses côtés, mais constatant que son allégance envers l'humanité est inébranlable, elle l'enferme dans un Cryptum, une cellule de stase forerunner. L'équipe Osiris parvient à libérer la Blue Team, mais ne peuvent qu'assister impuissant à la conquête galactique de Cortana.
L'UNSC Infinity parvient toutefois à échapper à Cortana et a récupérer la Blue Team; et avec le Dr Halsey, mettent au point un plan pour arrêter Cortana. Pour la piéger, ils se rendent sur Halo Sigma, mais ils sont interceptés par les Parias, une faction dissidente de l'Alliance Covenante originale, qui envahissent et détruisent l'Infinity. Après six mois passé en stase, le Major est sauvé par un pilote de l'UNSC. À partir de là, il mène une guérilla contre les Parias, rassemblant les forces éparpillées de l'UNSC, établissant des sites et lançant des raids contre les bases des Parias. après avoir récupéré l'Arme, l'IA qui devait éliminer Cortana, il découvre que les Parias se sont alliés à l'Augure, représentante des Xalanyns, une race alien ennemie des Forerunners et emprisonnée dans Halo Sigma. Il découvre aussi que les Paria menaçant de prendre le contrôle de Halo Sigma, Cortana s'est sacrifiée pour empêcher cette issue. Petit à petit, le Major élimine les principaux chefs des Parias, avant de vaincre l'Augure. Mais cette dernière a eu le temps d'envoyer un signal par dela les limites de la galaxie aux autres survivants de son espèce. Dès lors, le Major et les forces de l'UNSC commencent à se préparer à leur arrivée.

### Technologies
Halo étant un jeu de tir à la première personne, il donne une place particulièrement importante aux armes. Le designer en chef pour les armes humaines est Robert McLees, qui à l'époque du développement de Halo: Combat Evolved était le seul membre de Bungie ayant des connaissances dans les armes à feu. McLees s'est assuré que les armes soient « cool » mais aussi fondées sur des bases physiques réelles. Il fallait aussi que les armes soient reconnaissables par les joueurs comme pouvant être assez futuristes pour être utilisées en 2552.
Les véhicules jouent un rôle important dans les jeux Halo, et ils ont été au centre de toutes les attentions. Les véhicules de l'UNSC ont été dessinés par Marcus Lehto, Eric Arroyo et Eddie Smith, qui ont affirmé s'être efforcé de les rendre fonctionnels et utiles. L'utilisation des roues doit permettre aux joueurs de s'amuser en les pilotant. L'ajout du quad nommé « Mangouste » a d'ailleurs fait débat puisque ce véhicule avait été retiré de Halo 2,, le « Warthog » restant le véhicule favori des fans de la série.
Dans une interview, Paul Russel, considéré comme le créateur du design des Forerunner a indiqué que le langage visuel de ceux-ci n'avait été achevé que cinq mois avant la sortie du premier jeu. La plupart du design a été achevé sur le niveau de jeu Le cartographe silencieux où apparaissent aussi bien les structures Forerunner que l'intérieur de ces dernières. L'artiste Eddie Smith a aussi participé à la conception des structures Forerunner. Celui-ci a indiqué n'avoir commencé à réfléchir qu'après avoir lu le synopsis de cette mission du jeu et a tenté de différencier ces structures de l'architecture humaine et Covenant qui se ressemblaient beaucoup. Pour Halo 2, l'artiste Frank Capezzuto a voulu rester dans le style défini par Russel tout en le faisant évoluer. Ainsi, les bâtiments Forerunner ressemblent volontairement plus à des sculptures plutôt qu'à des immeubles.
Les Floods ont été ajoutés très tôt dans le développement du jeu, de manière à créer une réelle surprise lors de leur apparition dans le premier jeu. Au début, Halo devait comprendre une grande variété d'espèces de type dinosaure, mais Bungie a finalement renoncé à les intégrer pour ne pas atténuer l'impact des Floods.
La technologie, l'architecture et le design Covenant ont beaucoup évolué durant le développement et les différents jeux. En comparaison des autres factions de Halo, l'architecture Covenant est plus lisse et organique, avec un usage de différents tons de violet.

### L'Arche
Pour les articles homonymes, voir Arche.
L'Installation 00 ou Arche est un lieu de l'univers Halo. Cette vaste structure construite dans l'espace est l'œuvre des Forerunners, peuple disparu ayant laissé derrière lui de nombreuses constructions gigantesques. Sa fonction est de centraliser le processus d'activation des Halos de l'univers, et permet de tous les activer d'un coup depuis sa salle de contrôle. L'Arche est située dans une zone de l'espace hors de portée des Halos, à environ 218 années-lumière du centre de la galaxie. L'Arche avait également pour fonction d'assurer la survie de toutes les espèces vivantes lors de l'activation des Halos par les Forerunners.
L'Arche est le dernier lieu d'affrontement entre les Covenants et les Humains alliés aux Élites dans Halo 3.
L'Arche est capable de créer un Halo afin de pallier une éventuelle défaillance. Ainsi, une réplique parfaite de l'Installation 04 fut créée dans Halo 3. John-117 et l'Arbiter l'activèrent, ce qui eut pour effet de détruire partiellement l'Arche, qui était juste à côté.
L'Arche est de nouveau au cœur de l'histoire d'un jeu avec Halo Wars 2 où les Humains du vaisseau UNSC Spirit of Fire échouent mystérieusement à proximité. Ils y combattent les Parias, un groupe ayant fait sécession des Covenants, pour s'assurer le contrôle de l'Arche qui est dorénavant coupée de la galaxie après les événements de Halo 5 : Guardians. Au cours de cet affrontement, une nouvelle réplique de l'Installation 04 est créée.

## Jeux vidéo
| 2001 | Halo: Combat Evolved              |
| 2002 |                                   |
| 2003 |                                   |
| 2004 | Halo 2                            |
| 2005 |                                   |
| 2006 |                                   |
| 2007 | Halo 3                            |
| 2008 |                                   |
| 2009 | Halo Wars                         |
| 2009 | Halo 3: ODST                      |
| 2010 | Halo: Reach                       |
| 2011 | Halo: Combat Evolved Anniversary  |
| 2012 | Halo 4                            |
| 2013 | Halo: Spartan Assault             |
| 2014 | Halo: The Master Chief Collection |
| 2015 | Halo: Spartan Strike              |
| 2015 | Halo 5: Guardians                 |
| 2016 |                                   |
| 2017 | Halo Wars 2                       |
| 2018 |                                   |
| 2019 |                                   |
| 2020 |                                   |
| 2021 | Halo Infinite                     |

### Première trilogie
Développé à l'origine comme un jeu de stratégie en temps réel, puis comme un jeu de tir à la troisième personne pour la plate-forme Apple Macintosh, Halo: Combat Evolved subit plusieurs détours avant de se concrétiser en un jeu de tir à la première personne à destination des consoles de jeu, tel que nous le connaissons aujourd'hui. Quand son développeur, Bungie, fut racheté en 2001 par Microsoft, le titre fut rapidement achevé et présenté comme un jeu de lancement exclusif à la Xbox. Lancé le 15 novembre 2001, Halo: Combat Evolved est le premier épisode de la trilogie Halo. Les titres de la trilogie sont des FPS (first person shooter, « jeu de tir à la première personne » en français) où l'essentiel de l'action est perçu par les yeux du personnage-joueur. Halo: Combat Evolved met en place les fondations du gameplay et des thèmes scénaristiques communs à tous les épisodes de la trilogie. Le joueur affronte des extraterrestres à pied et à bord de véhicules en remplissant des objectifs, tout en s'efforçant de découvrir les secrets des halos éponymes. Une particularité du gameplay introduit par Halo: Combat Evolved est l'impossibilité pour le joueur d'emporter avec lui plus de deux armes à la fois, l'obligeant à sélectionner soigneusement ses armes en fonction des ennemis et des situations. Le joueur combat à distance ou de manière rapprochée, à l'aide de grenades en nombre limité ou d'attaques au corps à corps. Bungie considère le format « armes-grenades-corps à corps » comme le « Golden Triangle of Halo » (« le triangle d'or de Halo » en français), celui-ci resté inchangé tout au long de la trilogie. Dans Halo: Combat Evolved, la santé du joueur est comptabilisée à l'aide de points de santé classiques et d'un bouclier d'énergie qui se recharge après quelques secondes de calme. Un portage pour Windows et Mac OS X fut plus tard développé par Gearbox Software et sorti respectivement le 30 septembre 2003 et le 11 novembre 2003,. Une extension indépendante intitulée Halo: Custom Edition, permettant au joueur de créer du contenu personnalisé pour le jeu, sortit en tant qu'exclusivité Windows.
La suite Halo 2 sort sur Xbox le 9 novembre 2004 et plus tard sur Windows Vista, le 17 mai 2007. Pour la première fois, le jeu sort dans deux éditions différentes : une édition standard comprenant le disque du jeu et un boîtier Xbox classique, et une édition Collector comprenant le jeu, un fascicule, un DVD de bonus, un manuel légèrement différent, le tout empaqueté dans un boîtier aluminium spécial. Halo 2 introduisit de nouveaux éléments de gameplay, en premier lieu la possibilité de tenir et de faire feu avec deux armes simultanément, connue sous le nom de Dual wield (« ambidextrie » en français). À la différence de son prédécesseur, Halo 2 supporte le jeu multijoueur en ligne via Xbox Live dans tous ses modes de jeu (campagne en coopération ou modes de jeu dédiés). Le jeu utilise une fonction matchmaking (« entremise » en français) afin de faciliter la création de parties en ligne en rassemblant les joueurs selon différents critères de jeu. Ce fut une révolution par rapport à la traditionnelle « liste de serveurs », approche « en aveugle » du jeu en ligne. Dès sa sortie, Halo 2 devint le jeu le plus joué sur le Xbox Live, battant son propre record d'affluence semaine après semaine pendant deux ans - la plus longue période tenue par un jeu vidéo.
Halo 3 est le troisième et dernier volet de la trilogie Halo, achevant la trame entamée avec Halo: Combat Evolved. Le jeu sortit sur Xbox 360 le 25 septembre 2007. Ce dernier épisode ajoute à la série de nouveaux véhicules, de nouvelles armes et une catégorie d'objets appelée « équipement » (bulle protectrice, etc.). Le jeu inclut également un éditeur de cartes multijoueur limité, sous le nom de Forge, permettant au joueur d'inclure armes, munitions, objets, etc. sur les cartes préexistantes. Les joueurs peuvent en outre sauvegarder un replay de leurs sessions de jeu et les visualiser comme des vidéos, sous n'importe quel angle.

### Saga du Dépositaire
Lors de l'édition 2011 de l'E3, Microsoft a annoncé le développement de Halo 4, en tant que point de départ d'une nouvelle trilogie Halo. Cette trilogie fut annoncée sous le nom de Reclaimer Trilogy, et plus tard comme une saga. Le premier épisode, Halo 4, est sorti sur Xbox 360 le 6 novembre 2012, et le second, Halo 5: Guardians, le 27 octobre 2015 sur Xbox One.

### Hors série
Le succès de la trilogie Halo a motivé la création de sous-produits exploitant la franchise.
Halo 2: Multiplayer Map Pack est un add-on à Halo 2 sorti sur Xbox. Il permet d'optimiser les fonctionnalités du jeu et sa jouabilité, de posséder toutes les cartes multijoueurs et possèdent de nombreux bonus vidéos dont des vidéos inédites sur la série.
Halo Wars est un jeu de stratégie en temps réel développé par Ensemble Studios pour Xbox 360. Se déroulant en l'an 2531, le jeu remonte 21 ans avant le premier Halo. D'après Ensemble Studios, des efforts ont été particulièrement fournis en vue de développer un gameplay simple évitant les problèmes récurrents de ce type de jeu sur console. Le jeu fut annoncé au Xbox Show 2006 et sortit en février et mars 2009.
Dans une interview de juillet 2008 conduite par MTV, le patron du marché Xbox chez Microsoft, Don Mattrick, déclara que Bungie travaillait sur un nouveau jeu Halo pour Microsoft, indépendamment de ses autres projets Halo. Une présentation de ce jeu fut attendue au rassemblement E3 de 2008, Bungie ayant déclaré « y travailler depuis plusieurs mois » ; mais l'annonce fut reportée par son éditeur Microsoft. La présentation de ce Halo était prévue dans la présentation Microsoft de 150 minutes à l'E3, mais fut écourtée pour réduire la présentation à 90 minutes, Microsoft déclarant vouloir offrir au jeu son propre évènement. Après la sortie d'une bande-annonce ambiguë le 25 septembre, le projet se révéla être Halo 3: Recon, plus tard rebaptisé Halo 3: ODST. Placé entre les évènements de Halo 2 et ceux de Halo 3, le joueur prend le contrôle d'une élite de soldats humains nommés Orbital Drop Shock Troopers (ODST). Le jeu sort le 22 septembre 2008.
Annoncé à l'E3 de 2009, Halo: Reach est une préquelle à la trilogie principale. Dernier jeu de la franchise Halo développé par Bungie, il sortit le 14 septembre 2010. Le joueur contrôle Noble 6, un « Hyper Lethal Vector » (un agent de mort extrême en français) faisant partie de l'escouade de Spartans « Noble Team » chargée de défendre la planète Reach contre les Covenants. La fin du jeu mène directement à l'ouverture de Halo: Combat Evolved.
Halo Wars 2 est la suite de Halo Wars. Il se déroule sur l'Arche en 2559 et fait intervenir une nouvelle faction: les Parias, faction dissidente de l'Alliance Covenante originale fondée par le renégat Atriox, et qui rassemble insurgés, pirates et mercenaires covenants.

### Projets liés et/ou annulés
Des jeux fonctionnant sur le principe d'une réalité alternative furent conçus afin de promouvoir la sortie des volets de la première trilogie. Les lettres de Cortana, une série d'emails cryptés, avaient été mises en circulation par Bungie pendant le développement, encore peu connu, de Halo: Combat Evolved. I Love Bees (« J'aime les abeilles » en français) est un jeu de réalité alternative qui fut utilisé pour promouvoir la sortie de Halo 2. Le jeu consistait en un site Internet créé par 42 Entertainment, commandé par Microsoft puis approuvé par Bungie. Au cours du jeu, des extraits audio apparaissaient pour former une histoire de 5 heures se déroulant sur Terre entre Halo: Combat Evolved et Halo 2,. De la même manière, le jeu promotionnel Iris fut utilisé comme campagne de marketing viral en vue de la sortie de Halo 3. Le jeu rassemblait cinq serveurs Internet contenant divers médias relatifs à l'univers Halo. Pour la campagne marketing de Halo 5 : Guardians, Microsoft fait appel au service des agences Ayzenberg Group et Twofifteenmccann pour créer la campagne virale "Hunt the Truth" qui se présente principalement en une série audio agrémenté d'images et de métrages en prise de vue réel réalisé par Rupert Sanders. La série a reçu un Clio Award de bronze dans la catégorie contenu en streaming ou téléchargement.
Il était prétendument prévu que sortent des titres sur les plates-formes de poche, mais il s'avéra que de telles affirmations n'étaient que rumeurs ou développements très tôt interrompus. La rumeur d'un Halo à destination de la Game Boy Advance circula en 2004. Bungie nia la rumeur et déclara qu'un tel projet entre Microsoft et Nintendo serait « bien peu probable ». Lors d'un rassemblement sur les objets technologiques de consommation courante tenu à Las Vegas en janvier 2005, des rumeurs se répandirent au sujet d'une version de Halo pour Gizmondo. Bungie déclara ne pas travailler pour ce système,. Un ancien employé travaillant alors sur la Gizmondo révéla plus tard que le développement en question se limitait à une trame et à certains concepts du jeu, dans la seule perspective d'obtenir des financements d'investisseurs. En 2006, une vidéo conceptuelle d'un ordinateur portable ultra-mobile de Microsoft montrant des images de Halo provoqua toutes sortes de spéculation sur un possible titre pour plates-formes de poche. Microsoft déclara plus tard que l'objet du délit n'était qu'une vidéo de démonstration : Halo s'y trouvait montré parce qu'il s'agissait d'une franchise appartenant à Microsoft. En janvier 2007, le rédacteur en chef d'IGN Matt Casamassina prétendit avoir joué à une version de Halo pour Nintendo DS. Un peu plus tard, il en fit une démonstration face à une caméra, montrant des images du jeu ainsi que l'élaboration en cours d'un style spécifique à Halo DS, où l'on pouvait voir l'utilisation de deux armes à la fois et une version de la carte Zanzibar de Halo 2. Le 5 octobre 2007, Brian Jarrard, employé de Bungie, expliqua que la démo de Halo DS n'était qu'un boniment qui n'avait jamais été sollicité ni repris.
En 2006, Microsoft annonça un jeu vidéo épisodique qui serait développé par la société WingNut Films du réalisateur Peter Jackson. Il fut confirmé que le titre, intitulé Halo: Chronicles, serait en développement en 2007 ; en 2008, des postes dans l'équipe de développement étaient encore appelés à être occupés. Peter Jackson déclara en juillet 2009 au blog Joystiq que le jeu n'était plus en développement,. Le manager de Peter Jackson expliqua en janvier 2009 que le projet avait été abandonné à la suite de restrictions budgétaires et de réductions de postes.
Avant la fermeture de l'entreprise, Ensemble Studios travailla sur un jeu massivement multijoueur reprenant le thème de Halo. Le projet fut arrêté en 2007 sans déclaration formelle de la part de Microsoft.
Certains éléments de l'univers Halo apparaissent également dans d'autres jeux. Fruit de la collaboration entre la Team Ninja de Tecmo et Bungie, un personnage basé sur le Spartan, SPARTAN Nicole-458 apparaît dans Dead or Alive 4. Le thème musical de Halo est disponible en contenu téléchargeable pour Guitar Hero III: Legends of Rock.

## Développement de la série

### Bungie
Bungie (auparavant Bungie Software Products Corporation) est une société de développement de jeux vidéo située à Bellevue, dans l'état de Washington, créé en 1991 par Alex Seropian. Celui-ci s'était mis en partenariat avec le programmeur Jason Jones afin de mettre le jeu de ce dernier, Minotaur : the Labyrinths of Crete, sur le marché. Se concentrant sur le marché du jeu vidéo sur plate-forme Macintosh, moins étendu donc plus facile à investir, Bungie devint le plus gros développeur sur Mac avec ses jeux, parmi lesquels les jeux de tir Pathways Into Darkness et Marathon. Le futur Halo portait à l'origine les noms de code Monkey Nuts et Blam! et se passait sur un monde vide baptisé « Sollipsis ». La planète devint finalement un anneau-monde, et un artiste suggéra le nom de Halo, qui devint le titre du jeu.
Le premier jeu Halo fut annoncé le 21 juillet 1999 au cours de la Macworld Conference & Expo. Il était conçu au départ comme un jeu de stratégie en temps réel pour Mac et Windows avant d'être transformé, plus tard, en un jeu d'action à la troisième personne,,. Le 18 juin 2000, Microsoft acquit Bungie Studios et Halo: Combat Evolved devint un des jeux de lancement de la console Xbox. Une fois reçus les kits de développement pour Xbox, Bungie réécrit le moteur du jeu, modifia considérablement son apparence, et en fit enfin un jeu de tir à la première personne. Bien que le premier Halo dût proposer un mode de jeu multijoueur en ligne, celui-ci fut abandonné en raison de la non-disponibilité du Xbox Live.
Halo: Combat Evolved n'était pas destiné à porter l'étendard de la Xbox, à cause de préoccupations internes et de critiques de la presse spécialisée, mais le vice-président du jeu chez Microsoft, Ed Fries agit sans en tenir compte. La campagne marketing de la Xbox exploita massivement Halo: Combat Evolved, dont la palette de couleurs à dominante verte correspondait d'ailleurs au code de couleur de la Xbox.
Le succès du jeu conduisit à la réalisation d'une suite, Halo 2, annoncée le 8 août 2002 à la conférence de presse du X-box show 2002 de New York. Le jeu présentait de meilleurs graphismes, de nouvelles armes et un mode multijoueur en ligne sur le Xbox Live,. Halo 3 fut annoncé à l'E3 de 2006. La conception originale de Halo 3 a été achevée avant la sortie de Halo 2 en 2004. Le jeu exploite un moteur graphique propriétaire couplé à des technologies graphiques de pointe,.
Bungie créa encore deux jeux Halo avant de devenir indépendant, en accord avec le contrat le liant à Microsoft : un épisode parallèle intitulé Halo ODST et une préquelle Halo: Reach, respectivement en 2009 et 2010.
Halo est désormais un véritable univers de fiction comportant, en plus de cinq jeux-vidéo de tir subjectif développés par Bungie et un jeu de stratégie développé par Ensemble Studios, seize romans, dont trois par Eric Nylund, un par William C. Dietz, un par Joseph Staten et un par Tobias S. Buckell, huit bandes dessinées, une série de courts métrages d'animation et deux web-séries en prise de vue réel. Un film et une série sont à l'étude, mais n'ont pas encore abouti.

### 343 Industries
À la suite de la sortie de Halo 3, Bungie annonça sa séparation d'avec Microsoft, devenant ainsi une société à responsabilité limitée indépendante. Tandis que Bungie restait investi dans la série Halo avec des projets tels que Halo 3: ODST et Halo: Reach, les droits de Halo restaient entre les mains de Microsoft. Afin de conserver un œil sur tout développement relatif à Halo, Microsoft créa une division interne baptisée 343 Industries (en référence au personnage 343 Guilty Spark) faisant office d'« intendant » pour la franchise. Frank O'Connor, ancien employé de Bungie, occupe aujourd'hui le poste de directeur créatif de 343 Industries.
Tout en annonçant la création de 343 Industries, Microsoft annonça que le Xbox Live hébergerait désormais un hub central pour tout le contenu relatif à Halo baptisé Halo Waypoint. Halo Waypoint est accessible depuis le tableau de bord de la Xbox 360 et offre aux joueurs l'accès à du contenu multimédia en plus des données relatives à leur « carrière » Halo sur le Xbox Live. O'Connor entend faire de Halo Waypoint une destination de choix pour les joueurs de Halo.
La société sort à l'occasion des dix ans de la série en 2011, un remake haute définition du premier volet intitulé Halo: Combat Evolved Anniversary.
Le studio travaille sur Halo 4, Halo: Spartan Assault pour Windows 8 et Halo 5: Guardians sur Xbox One, ainsi qu'une compilation nommée Halo Master Chief Collection regroupant les quatre épisodes principaux en version remastérisée sur Xbox One.

### Ensemble Studios
Une version jeu de stratégie en temps réel a été portée par Ensemble Studios. Halo Wars a été conçu pour la Xbox 360 et a été annoncé pour la première fois en 2006, lors du X06. Il est sorti le 27 février 2009. À la suite du projet de restructuration de Microsoft Games se tournant vers des contrats d'exclusivités avec des sociétés externes, le studio Ensemble est fermé. Un second épisode, Halo Wars 2, est à la Gamescon 2015. Il est développé par Creative Assembly et est sorti en 2017.

### Influences culturelles
En 2006, en reconnaissance de « la richesse des influences adoptées par l'équipe Bungie », une liste des produits de science-fiction préférés des employés de Bungie fut publiée sur le site de la société. Les développeurs reconnurent que l'idée des mégastructures en forme d'anneau avait été inspirée par des concepts développés dans le roman Ringworld de Larry Niven ainsi que dans la série narrative La Culture de Iain M. Banks (au sein de laquelle Une forme de guerre et Excession auraient été particulièrement influents). Dans un article rétrospectif du magazine Edge, Jaime Griesemer, de Bungie, déclara que « l'influence d'un objet comme Ringworld ne se situe pas nécessairement dans le design — mais plutôt dans le sentiment d'être ailleurs. Dans ce sens de l'échelle et cette épopée qui se déroule au loin ». Griesemer expliqua en outre qu'« une de nos sources d'inspiration principales était Armor [de John Steakley], dans lequel un soldat doit revivre la même guerre encore et encore. Ce sens du désespoir, cette bataille implacable furent influents ». Le Parasite fut influencé par les espèces extra-terrestres similaires à celles de The Vang par Christopher Rowley ; il fut aussi suggéré que le nom « John-117 » du Master Chief pût faire référence à un personnage nommé « Jon 6725416 » dans Starhammer de Christopher Rowley, ou au personnage John Spartan de Demolition Man. Un article de IGN explorant les influences littéraires présentes dans Halo pointa les similitudes entre Halo et le roman Ender's Game d'Orson Scott Card : certains aspects du projet « SPARTAN » ainsi que l'apparence des Drones semblent une réminiscence du programme super-soldat et des Doryphores du roman. Bungie fit également savoir que le film Aliens, le retour de James Cameron eut une influence certaine sur le jeu.
Un rapport rédigé par Roger Travis et publié dans le magazine The Escapist compare Halo à l'Énéide, célèbre épopée latine du poète romain Virgile. Travis postule certaines similitudes entre les intrigues des deux œuvres et compare leurs personnages, rapprochant Parasite et Covenants des Carthaginois et le rôle du Major à celui d'Énée.

## Musique

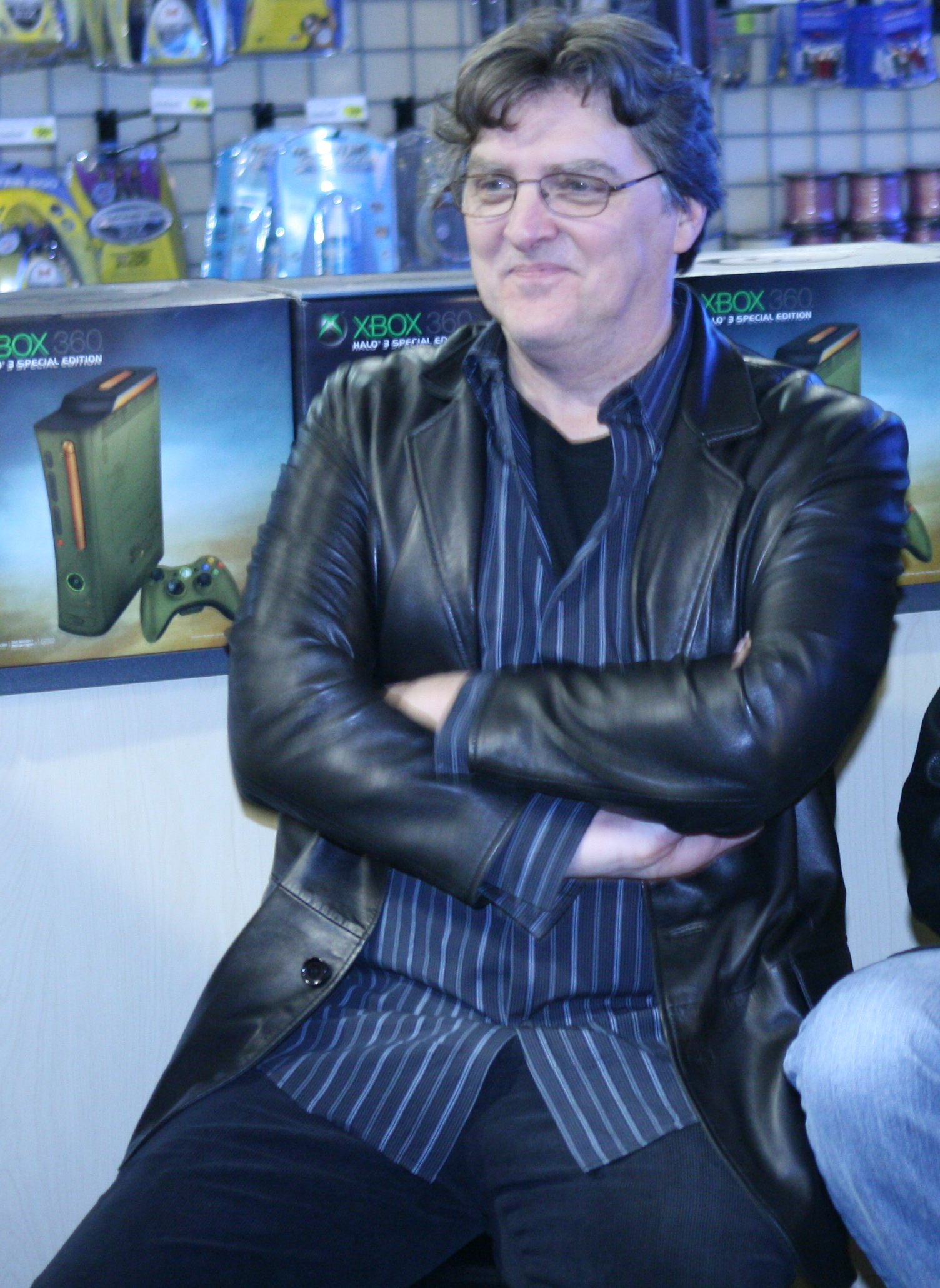
Martin O'Donnell, le compositeur des musiques Halo de Bungie

Le disque Halo Original Soundtrack contient l'essentiel de la bande originale de Halo: Combat Evolved. En raison des variations de nature du gameplay, la bande originale fut conçue dans l'optique d'exploiter la lecture audio dynamique en cours de jeu. Le moteur de jeu permet en effet l'adaptation de la bande-son jouée, selon le ton, le thème et la durée, en accord avec le gameplay. Afin d'offrir une meilleure expérience auditive au cours du jeu, Martin O'Donnell réarrangea certaines sections de la musique du jeu en suites autonomes suivant la trame narrative. La bande originale contient en outre des morceaux non utilisés dans le jeu, dont une variation sur le thème de Halo qui fut jouée pour la première fois en introduction de Halo à Macworld en 1999.
Pour la bande originale de Halo 2, Martin O'Donnell et le producteur Nile Rodgers décidèrent de partager la bande originale en deux volumes. Le premier, Volume One, sort le 9 novembre 2004 et contient tous les thèmes ainsi que des morceaux inspirés de ceux présents dans le jeu (incluant Steve Vai, Incubus, Hoobastank et Breaking Benjamin). Le second disque, Volume Two, contient le reste de la bande originale, celle-ci n'ayant pas été achevée ou incluse sur le premier disque car celui-ci fut distribué avant la sortie du jeu. Le second volume sort le 25 avril 2006. À la différence de la bande originale de Halo: Combat Evolved, celle de Halo 2 fut mixée afin d'exploiter pleinement le son Surround du Dolby 5.1 Digital.
La bande originale de Halo 3 sort le 20 novembre 2007. O'Donnell fit remarquer qu'il désirait reprendre les thèmes du premier volet afin de mieux relier le début et la fin de la trilogie. De plus, de la même manière que pour la bande originale de Halo 2, les morceaux sont listés dans l'ordre. Comme pour la musique de Halo: Combat Evolved et de Halo 2, celle de Halo 3 fut enregistrée par un orchestre de 60 musiciens, le Northwest Sinfonia, accompagné d'un chœur de 24 chanteurs, au Studio X à Seattle, Washington. Les morceaux furent rassemblés et les bandes originales sortirent en coffret en décembre 2008. Une bande originale pour Halo 3: ODST sortit aussi en même temps que le jeu. Pour Halo: Reach, la bande originale est sortie deux semaines après le jeu, le 28 septembre.
Pour Halo Wars, la tâche de composer une bande originale incomba à Stephen Rippy. Rippy s'inspira des compositions de O'Donnell et inclut le thème de Halo dans certains de ses arrangements. En plus du synthétiseur et de l'orchestre, Rippy mit l'accent sur les chœurs et le piano, éléments indispensables à la création du « son Halo ». Plutôt que de s'adresser au Northwest Sinfonia, Rippy se déplaça à Prague et enregistra avec le FILMharmonic Orchestra avant de rentrer aux États-Unis achever son travail. Un disque indépendant ainsi que son équivalent téléchargeable furent annoncés en janvier 2009 et sortirent le 17 février.
Avec la nouvelle direction artistique prise par 343 Industries avec son premier jeu, le directeur audio Sotaro Tojima engage le musicien Neil Davidge pour la composition du jeu Halo 4, la bande originale sortit en même temps que le jeu, le 6 novembre 2012. L'album devient rapidement la bande originale de jeu vidéo la plus vendu. Kazuma Jinnouchi ayant participé sur ce précédent album, est amené à composer la bande originale de Halo 5 : Guardians sortit le 30 octobre 2015.

## Adaptations
La franchise Halo compte plusieurs déclinaisons et adaptations hors du domaine du jeu vidéo. Parmi celles-ci, on trouve des romans à succès, des romans graphique, et autres produits sous licence, des figurines à l'effigie des personnages jusqu'à l'emballage des bouteilles de soda Mountain Dew. De nombreuses figurines des personnages et véhicules de la série ont été produites. La société Joyride Studios créa les figurines de Halo: Combat Evolved et de Halo 2, tandis que McFarlane Toys produisit les figurines de collection de Halo 3 destinées aux collectionneurs, figurines qui furent parmi les plus vendues de 2007 et de 2008. Megabloks signa un partenariat avec Microsoft afin de produire des jouets sur le thème de Halo Wars.

### Romans, nouvelles et comics

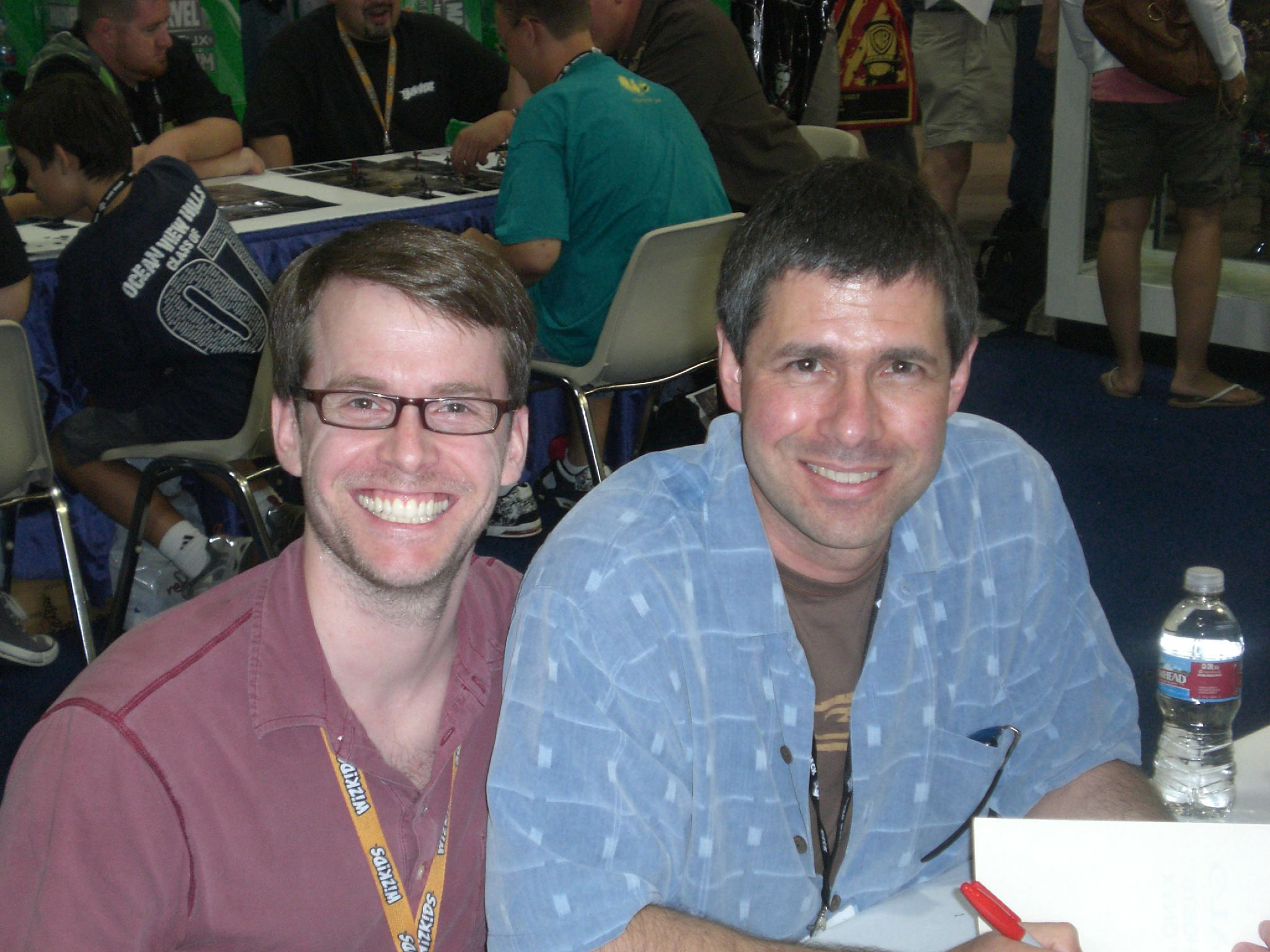
Deux auteurs de la série Halo, Joseph Staten et Eric Nylund

Nombreuses furent les adaptations imprimées du canon de Halo. Larry Niven, l'auteur de L'Anneau-Monde, fut originellement pressenti pour écrire une adaptation en roman de Halo, mais déclina l'offre sous prétexte de n'être pas familier avec le sujet. La série a été adaptée en roman par différents auteurs. La série a été publiée en France par Fleuve noir puis a été reprise par Milady.
1. Le premier tome La Chute de Reach est une préquelle à Halo: Combat Evolved et sort le 30 octobre 2001 aux États-Unis. Il a été écrit par Eric Nylund[128]. Il se déroule avant le jeu Halo: Combat Evolved.
2. Le second tome, Parasite (traduit initialement : Les Floods), est écrit par William C. Dietz et est paru le 1er avril 2003 aux États-Unis[129]. Il développe un point de vue alternatif au jeu.
3. C'est Eric Nylund qui reprend la suite avec le tome trois, Opération First Strike (2 décembre 2003). Ce roman narre les évènements entre Halo et Halo 2.
4. Eric Nylund écrivit en outre le quatrième tome, Les Fantômes d'Onyx qui sort le 31 octobre 2006 aux États-Unis et se déroule après Halo 2[130].
5. Contact Harvest est le cinquième roman mais est écrit par Joseph Staten, écrivain employé chez Bungie. Il paraît le 30 octobre 2007 aux États-Unis. Il présente la rencontre avec des humains avec les Covenants en 2525 sur la colonie Harvest, le héros étant le sergent Avery Johnson, personnage présent dans tous les volets de la trilogie originelle[130].
6. Tobias S. Buckell écrit Le Protocole Cole, qui sort le 25 novembre 2008 aux États-Unis. Bungie considère les romans Halo comme des additions au canon de Halo[131].
7. La trilogie Forerunners (Cryptum, Primordium et Silentium), écrite par Greg Bear et publiée de 2011 à 2013, présente l'époque de la civilisation ancestrale des forerunners[132].
8. La trilogie Kilo-5 (Les Mondes de verre, Le Baptême du feu et Dictata mortels), écrite par Karen Traviss et publiée entre 2011 et 2014, présente des complots aux différents endroits de la galaxie dans l'après-guerre introduisant les jeux de 343 Industries.
9. Broken Circle, écrit par John Shirley et sorti le 4 novembre 2014 aux États-Unis, conte les premières dissensions au sein de l'Alliance Covenant avant qu'elle rencontre l'humanité[133].
10. Sang nouveau est écrit par Matt Forbeck (en) et est sorti le 2 mars 2015 aux États-Unis.
11. Les Chasseurs dans l'ombre est écrit par Peter David et est sorti le 16 juin 2015 aux États-Unis[134]. Il raconte comment les humains et les Sangheilis retournèrent sur l'Arche en 2555 pour arrêter la menace des Halos.
12. Last Light est écrit par Troy Denning et est sorti le 15 septembre 2015 aux États-Unis. Il raconte les évènements complexes s'étant déroulés sur la planète Gao entre les Spartans et des insurrectionnistes[134].
13. Envoy est écrit par Tobias S. Buckell et est sorti le 25 avril 2017 aux États-Unis.
14. Retribution est écrit par Troy Denning et est sorti le 29 août 2017 aux États-Unis.
15. Legacy of Onyx est écrit par Matt Forbeck (en) et est sorti le 14 novembre 2017 aux États-Unis.
16. Bad Blood est écrit par Matt Forbeck (en) et est sorti le 26 juin 2018 aux États-Unis.
17. La trilogie Master Chief (Silent Storm, Oblivion et Shadows of Reach)  est écrite par Troy Denning et est sortie entre 2018 et 2020 aux États-Unis.
18. La duologie Battle Born (Battle Born et Les Gouffres de Meridian) est écrite par Cassandra Rose Clarke (en) et publiée en 2019 aux États-Unis.
19. Renegades est écrit par Kelly Gay (en) et est sorti le 19 février 2019 aux États-Unis.
20. Point of Light est écrit par Kelly Gay (en) et est sorti le 2 mars 2021 aux États-Unis.
21. Divine Wind est écrit par Troy Denning et est sorti le 19 octobre 2021 aux États-Unis.

L’éditeur Fleuve noir a en effet confirmé qu'à la suite de difficultés d’obtention des droits vis-à-vis de l’éditeur américain et à cause d’un lectorat trop peu nombreux, il n’envisageait pas de traductions des trois derniers romans. Milady réédite en 2013 les trois premiers romans puis traduit et publie Les Fantômes d'Onyx le 24 octobre 2014, Contact Haverst le 5 décembre 2014, Le Protocole Cole le 24 avril 2015 et les deux premiers tomes de la trilogie Kilo-5 au second semestre 2015 suivi par le dernier tome en mars 2016.
Une nouvelle trilogie consacrée aux Forerunners écrite par Greg Bear, arrive en France en 2011 et se termine en 2013.
L'écrivain de science-fiction Greg Bear a écrit une trilogie centrée sur les Forerunners, composée de Cryptum (2011), Primordium (2012) et Silentium (2013). Ce nouvel apport à l'univers d'Halo relate les faits qui ont entraînés la disparition totale des Forerunners. Tout ceci se déroule 100 000 ans avant les événements du premier Halo. Cette nouvelle saga crée de nouveaux liens afin de renforcer l'univers d'Halo, en créant notamment des références avec la première trilogie du jeu, mais aussi avec la trilogie plus récente Reclaimer.
Karen Traviss a écrit une trilogie se déroulant après les événements de Halo 3 et de Les Fantômes d'Onyx, composée de Les Mondes de verre (2011), Le Baptême du feu (2012) et Dictata mortels (2014). Le treizième roman situé dans cet univers s'intitule Broken Circle (2014) et a été écrit par John Shirley.
L'univers de Halo fut adapté pour la première fois en roman graphique en 2006, avec la publication du Halo Graphic Novel, une série de quatre nouvelles. Elle fut écrite et illustrée par les auteurs de bande dessinée Lee Hammock, Jay Faerber, Tsutomu Nihei, Brett Lewis, Simon Bisley, Ed Lee et Jean Giraud. Au Comic-Con de New York en 2007, Marvel Comics annonça qu'ils travailleraient sur une série Halo avec Brian Michael Bendis et Alex Maleev. La série intitulée Halo: Uprising comble le fossé entre les évènements de Halo 2 et de Halo 3 ; initialement prévue pour être terminée peu après la sortie de Halo 3, les retards successifs repoussèrent la sortie de son dernier volume jusqu'en avril 2009.
Marvel Comics annonça au Comic-Con de 2009 que deux nouveaux comics devaient faire leur apparition au cours de l'été et de l'hiver qui suivraient, une série en cinq parties écrite par Peter David et une autre série par Fred Van Lente. La série de Peter David, Halo: Helljumper, se déroule avant Halo: Combat Evolved et se focalise sur l'escouade des Orbital Drop Shock troopers. Cette série en cinq parties fut publiée de juillet à novembre 2009. La série de Lente, d'abord intitulée Spartan Black, évolue autour d'une escouade de supersoldats Spartans « black ops » à la botte du Service des Renseignements de la Navy. La série rebaptisée Halo : Blood Strike commença d'être publiée en décembre 2009. Une réadaptation en comics du roman La Chute de Reach est la plus récente adaptation et est divisée en trois courtes histoires, Boot Camp, Covenant et Invasion.
Une autre série d'histoires sur le thème de Halo, Halo : Evolutions, fut publiée simultanément en livre et en livre audio en novembre 2009. Elle contient des productions originales de Nylund, Tobias S. Buckell, Karen Traviss ainsi que des contributions de la part de Bungie. Tor Books publia de nouveau, à cette occasion, les trois premiers romans Halo avec de nouvelles couvertures et du contenu supplémentaire.

### Film
En 2005, Peter Schlessel, le président de Columbia Pictures, entreprit, en dehors du circuit des studios, de produire une adaptation cinématographique de Halo. Alex Garland écrivit le premier script, qui fut ensuite proposé aux studios par des détracteurs en costume de Master Chief. Les termes de Microsoft exigeaient 15 % du profit brut contre un budget de 10 millions de dollars américains. La majorité des studios refusa, reprochant à Microsoft son manque de prise de risque comparé à la large part exigée des bénéfices potentiels. 20th Century Fox et Universal Pictures décidèrent de se mettre en partenariat pour produire le film, versant à Microsoft 5 millions de dollars américains et 10 % du profit brut en échange de l'exploitation des droits. Peter Jackson fut mandaté pour être le producteur délégué, tandis que Neill Blomkamp serait le réalisateur. Avant que Blomkamp n'eût signé pour le film, Guillermo Del Toro en négociait de son côté aussi la réalisation.
Daniel B. Weiss et Josh Olson récrivirent le script d'Alex Garland courant 2006. L'équipe du film interrompit puis reprit plusieurs fois la préproduction du film. Plus tard, la même année, 20th Century Fox menaça de se retirer du projet, forçant ainsi Universal Pictures à poser un ultimatum à Jackson et Peter Schlessel : chacun dut mettre fin à son « first-dollar deal » sous peine de voir le projet s'arrêter. Chacun refusa, et le projet cala.
Blomkamp déclara fin 2007 que le projet était mort, mais Jackson répliqua que le film serait tout de même réalisé. Les deux hommes travaillèrent ensemble sur District 9, mais le réalisateur déclara qu'il n'imaginait pas travailler de nouveau sur un film Halo si l'occasion d'un tel projet se représentait, reconnaissant qu'après avoir travaillé cinq mois sur un projet qui s'écroula, il lui serait difficile d'y retourner. Les droits du film sont depuis retournés à Microsoft. O'Connor affirma que le film finirait un jour par être réalisé. À un moment donné, Steven Spielberg exprima son désir de s'investir dans une adaptation de Halo. Un court-métrage fanfilm, Halo : Faith, qui était en cours de développement par le studio Majic Production jusqu'au 12 janvier où la production fut arrêté par Microsoft même pour violation de droit d'auteur, tandis qu'un fanfilm plus ambitieux, Opération Chastity, est mené depuis plusieurs années par Props Studios, mais finalement annulé. Aucun de ces deux fanfilms n'est affilié à Bungie ou Microsoft pour la conduite de leur projet.
Toutefois 2012 a vu paraître une adaptation de Halo sous le nom de Halo 4 : L'Aube de l'espérance réalisé par Stewart Hendler autour du scénario des frères Helbing. Le projet a été conduit par 343 Industries.

### Animation
Microsoft annonça au Comic-Con de 2009 qu'il était en train de superviser la production de sept courts-métrages d'animation japonaise, rassemblés sous le titre Halo Legends. Financés par 343 Industries, les films furent réalisés par cinq sociétés de production japonaises :studio Bones, Casio Entertainment, Production I.G, Studio 4°C, Toei Animation. Shinji Aramaki, concepteur et réalisateur de Appleseed et Appleseed Ex Machina, y tient le rôle de directeur artistique. Warner Bros. distribua Halo Legends en DVD et Blu-ray en février 2010,. Six des sept courts-métrages font officiellement partie du canon de Halo, tandis que le septième, réalisé par Toei Animation, se veut plutôt une parodie de l'univers Halo.

### Série TV
Après le succès de Halo 4 : Forward Unto Dawn, la web-série qui fit la promotion du jeu Halo 4, Microsoft engage fin 2012 Nancy Tellem, ex-directeur chez CBS afin de démarrer les plans pour le contenu de la Xbox TV. Lors de la Xbox Reveal du 21 mai 2013 présentant en exclusivité la nouvelle console Xbox One, Microsoft confirme se lancer dans les programmes TV, en commençant par une série télévisée Halo. La firme américaine confie son projet à Steven Spielberg pour la production, en collaboration étroite avec le studio 343 Industries. Aucune information quant au casting ou la date de diffusion n’a été dévoilée. Néanmoins, Phil Spencer, vice-président de Microsoft Studios, aurait annoncé une diffusion non exclusive au Xbox Live. À l'occasion de la Master Chief Collection, tel que pour Halo 4, la web-série Halo : Nightfall produit par Ridley Scott et réalisé par Sergio Mimica-Gezzan est diffusé. Ce métrage introduit le personnage de Jameson Locke incarné par Mike Colter, l'un des personnages principaux de Halo 5 : Guardians.
L'idée de produire une série avait déjà été lancée en 2006 avec Halo Chronicles produite par Peter Jackson, mais elle n'a finalement jamais vu le jour.
Le 30 janvier 2022, un trailer de 2 minutes présente la future série, pour une diffusion à partir du 24 mars 2022 sur Paramount+.

## Accueil et retour critique
| Jeu                  | GameRankings                               | Metacritic                              |
| -------------------- | ------------------------------------------ | --------------------------------------- |
| Halo: Combat Evolved | (Xbox) 95,58 % (PC) 86,38 % (X360) 81,73 % | (Xbox) 97/100 (PC) 83/100 (X360) 82/100 |
| Halo 2               | (Xbox) 94.56 % (PC) 72.67 %                | (Xbox) 95/100 (PC) 72/100               |
| Halo 3               | 93,53 %                                    | 94/100                                  |
| Halo: Reach          | 91,59 %                                    | 91/100                                  |

La franchise Halo reste un immense succès commercial. Au cours des deux mois suivant la sortie de Halo: Combat Evolved, le jeu se vendit aux côtés de plus de 50 % des consoles Xbox et atteint le million d'unités vendues en avril 2002. Les ventes de Halo 2 dégagèrent 125 millions de dollars américains le premier jour, ce qui en fit le produit multimédia américain se vendant le plus vite jusqu'à ce jour,. Les ventes totales des deux jeux atteignaient 14,8 millions d'unités avant la sortie de Halo 3.
GameSpot rapporta que 4,2 millions d'unités de Halo 3 étaient prêtes à la vente le 25 septembre 2007, la veille de sa sortie officielle ; ce volume « prêt à la vente » établit un nouveau record,. Halo 3 explosa le précédent record du plus important profit le premier jour dans l'histoire du divertissement en engrangeant 170 millions de dollars américains les vingt-quatre premières heures,. Tout autour du monde, les ventes dépassèrent 300 millions de dollars américains la première semaine, drainant une augmentation des ventes de la Xbox 360 de plus de 50 %, comparée à sa moyenne hebdomadaire avant le lancement de Halo 3,. Fin 2007, Halo 2 et Halo: Combat Evolved étaient respectivement les deux meilleures ventes de jeu Xbox, tandis que Halo 3 était la meilleure vente sur Xbox 360. Halo Wars fut la meilleure vente en jeu de stratégie en temps réel sur console, vendant plus d'un million d'unités. La série Halo cumulait plus de 27 millions de copies vendues en août 2009, et plus de 34 millions en mai 2010,. Tor Books relata que l'ensemble des produits vendus sous franchise Halo avait rapporté plus de 1,7 milliard de dollars américains, tandis que les jeux Halo avant Halo: Reach auraient rapporté plus de 1,5 milliard de dollars américains. Les bandes originales de Halo 2, Halo 3, Halo ODST et Halo: Reach sont toutes apparues dans le classement des 200 albums les plus vendus du magazine Billboard pendant au moins une semaine. En mai 2011, le produit brut de l'ensemble des produits de la franchise Halo était de plus de 2 milliards de dollars américains, avec plus de 40 millions de copies vendues à travers le monde. En juillet, cette somme grimpa à 2,3 milliards.

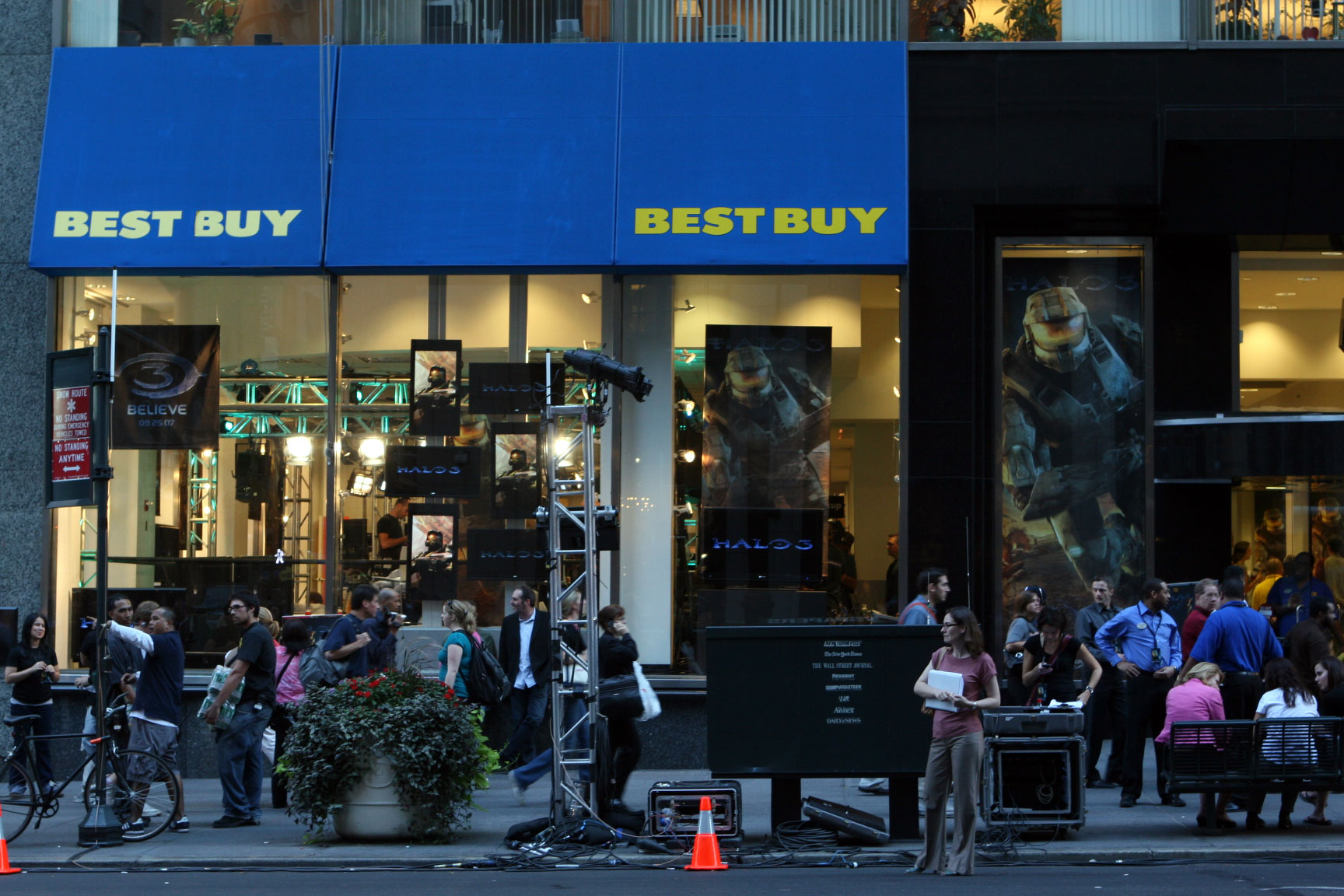
Les lancements évènementiels tels que celui-ci à New York furent nombreux la nuit de la sortie de Halo 3.

Les adaptations de Halo ont elles aussi eu un beau succès. La plupart des romans sont apparus sur le classement best-seller de Publisher Weekly et le Halo Graphic Novel s'est vendu à plus de 100 000 exemplaires, exceptionnel pour un comics issu d'un jeu vidéo,. Les Fantômes d'Onyx, Contact Harvest, Le Protocole Cole et Cryptum figurèrent sur le classement des best-sellers du New York Times,,,,,, quant au roman Le Protocole Cole, il figura sur la 50e liste des best-sellers du quotidien USA Today. Les trois premiers romans parus chez Tor Books se vendirent à plus d'un million d'exemplaires jusqu'en avril 2009.
Dans l'ensemble, la série Halo fut bien reçue par la critique. Halo: Combat Evolved reçut de nombreuses récompenses Jeu de l'année,. En mars 2007, IGN le plaça comme le meilleur jeu Xbox de tous les temps, tandis que des lecteurs le placèrent à la 14e place des meilleurs jeux de tous les temps sur la page IGN Reader's Choice 2006 - The Top 100 Games Ever,. Toutefois, GameSpy classa Halo: Combat Evolved dixième sur sa liste Top 25 Most Overrated Games Of All Time, lui reprochant un level design répétitif ainsi que l'absence d'un mode multijoueur en ligne. Halo 2 obtint lui aussi de nombreuses récompenses, IGN le classant second meilleur jeu Xbox de tous les temps en mars 2007. Depuis son lancement sur Xbox en novembre 2004 jusqu'au lancement de Gears of War sur Xbox 360 en novembre 2006, Halo 2 fut le jeu le plus populaire sur le Xbox Live. Halo 3 à son tour rafla de nombreux prix, dont le Jeu de l'année par le Time Magazine ; IGN l'élit Meilleur et plus Novateur jeu de Xbox 360 multijoueur en ligne de 2007,,. La majeure partie des publications louèrent le mode multijoueur comme l'un de ses meilleurs aspects ; IGN déclara que la conception des cartes multijoueurs était la meilleure de toute la série, et GameSpy ajouta que l'offre multijoueurs allait ravir les vétérans de Halo,. Les reproches se centralisent autour de la trame scénaristique. Le New York Times déclara que le jeu avait une intrigue superficielle, et Total Video Games jugea le mode solo extrêmement décevant,. Enfin, les bandes-son et bandes originales de la série reçurent quant à elles de bonnes critiques de la part de l'ensemble des revues,,.

## Ventes

### France
| Jeu                               | Date de sortie en France                                                                   | Ventes               |
| --------------------------------- | ------------------------------------------------------------------------------------------ | -------------------- |
| Halo: Combat Evolved              | 14 mars 2002 (Xbox) 24 octobre 2003 (PC) novembre 2003 (Mac) 4 décembre 2007 (Xbox 360)    | 240 000 sur Xbox     |
| Halo 2                            | 10 novembre 2004 (Xbox) 8 juin 2007 (PC)                                                   | 220 000 sur Xbox     |
| Halo 3                            | 26 septembre 2007 (Xbox 360)                                                               | 350 000 sur Xbox 360 |
| Halo Wars                         | 27 février 2009 (Xbox 360)                                                                 | 80 000 sur Xbox 360  |
| Halo 3: ODST                      | 22 septembre 2009 (Xbox 360)                                                               | 160 000 sur Xbox 360 |
| Halo: Reach                       | 14 septembre 2010 (Xbox 360) 3 décembre 2019 (PC)                                          | 260 000 sur Xbox 360 |
| Halo: Combat Evolved Anniversary  | 15 novembre 2011 (Xbox 360) 3 mars 2020 (PC)                                               | 95 000 sur Xbox 360  |
| Halo 4                            | 6 novembre 2012 (Xbox 360)                                                                 | 295 000 sur Xbox 360 |
| Halo: Spartan Assault             | 19 juillet 2013 (PC, Windows Phone) 24 décembre 2013 (Xbox One) 31 janvier 2014 (Xbox 360) | ?                    |
| Halo: Spartan Strike              | 17 avril 2015 (PC, Windows Phone, iPhone, iPad)                                            | ?                    |
| Halo: The Master Chief Collection | 14 novembre 2014 (Xbox One) 3 décembre 2019 (PC)                                           | 150 000 sur Xbox One |
| Halo 5: Guardians                 | 27 octobre 2015 (Xbox One)                                                                 | 205 000 sur Xbox One |
| Halo Wars 2                       | 21 février 2017 (Xbox One, Microsoft Windows)                                              |                      |
| Halo Infinite                     | 8 décembre 2021 (Xbox One, Xbox Series, Microsoft Windows)                                 |                      |

## Impact culturel
La série principale, et en particulier son héros, le Major, sont aujourd'hui reconnus comme icônes et symboles du jeu vidéo. Une réplique de cire du Major fut réalisée par Madame Tussaud à Las Vegas, où Pete Wentz le compara à d'autres personnages remarquables des générations précédentes, tels Spider-Man, Frodon Sacquet et Luke Skywalker. Roger Travis, rédacteur à The Escapist, rapprocha l'histoire de Halo à l'Énéide de Virgile, remarquant que l'affrontement politique et religieux décrit dans le jeu fait écho à la tradition épique moderne. GamesTM déclara que Halo: Combat Evolved « changea le jeu de combat pour toujours » et que Halo 2 porta le Xbox Live au rang de service communautaire. GameDaily nota que le lancement de Halo 2 était « aisément comparable aux plus grosses sorties dans d'autres secteurs de l'industrie du divertissement », la sortie d'un jeu vidéo provoquant pour la première fois en Amérique un évènement culturel majeur. Le Time inclut la franchise dans son Time 100 de 2005, rappelant qu'au cours des dix premières semaines suivant la sortie de Halo 2, les joueurs consommèrent plus de 91 millions d'heures additionnées de jeu en ligne. Un rapport du New York Times nota que le succès de Halo 3 fut crucial pour Microsoft, puisqu'il relança les ventes de la Xbox 360 lorsque ses ventes commençaient à décliner en face de la Nintendo Wii et améliora l'image de la console. Le 25 septembre 2007, date de lancement de Halo 3, les actions Microsoft grimpèrent de 1,7 % en prévision des ventes du jeu. Halo fut décrit comme une série ayant « réinventé un genre qui ignorait qu'il avait besoin d'être réinventé », puisque plusieurs aspects de la série furent repris dans de multiples FPS. Variety qualifia Halo « d'équivalent de Star Wars ». L'écrivain Brian Bendis compare l'impact culturel de la trilogie Halo à celui de Star Wars.

### Machinima
En tant que série de jeux vidéo extrêmement populaire jouissant d'une communauté de fans active et étendue, la trilogie Halo donna naissance à toute une collection de productions vidéo au sein d'un médium émergent, le machinima. En pratique, toutes les prises de vue des machinima concernant Halo sont extraites des modes multijoueur des jeux de la trilogie. La plupart des productions se situent hors du canon de Halo, les autres s'appuient sur des fanfictions étroitement reliées à l'histoire officielle. Halo 3 comprend une fonction de sauvegarde de films permettant des angles de caméra impossibles dans les jeux précédents, ainsi que d'autres outils facilitant la production de petits films. Le jeu devint un des outils les plus populaires pour la création de machinima, et Microsoft modifia le contrat d'utilisation afin de permettre la distribution non commerciale de tels films. La série comique Red vs. Blue: The Blood Gulch Chronicles est une production machinima remarquable créée par Rooster Teeth Productions. La série obtint un succès inégalé pour un machinima centré sur Halo aussi bien que pour un machinima en général, attirant ainsi l'attention sur le genre machinima,. Red vs. Blue généra un revenu annuel de 200 000 dollars américains, et des épisodes promotionnels furent commandés par Bungie. La série prit fin le 28 juin 2007, après 100 épisodes réguliers et plusieurs films promotionnels. Parmi les suites de la série, on peut citer Red vs. Blue : Reconstruction, Red vs. Blue : Relocated et Red vs. Blue : Recreation.